# Xã Dover, Quận Lake, Michigan
Xã Dover (tiếng Anh: Dover Township) là một xã thuộc quận Lake, tiểu bang Michigan, Hoa Kỳ. Năm 2010, dân số của xã này là 395 người.